# Pseudomyrmex filiformis
Pseudomyrmex filiformis é uma espécie de formiga do género Pseudomyrmex, subfamilia Pseudomyrmecinae.

## História
Esta espécie foi descrita cientificamente por Fabricius em 1804.